# Il Volo (rock)
Il Volo est un groupe de rock progressif italien créé en 1974 et qui s'est dissout en 1975.
Il était formé de Alberto Radius (guitare et chant), Mario Lavezzi (guitare, mandoline et chant), Vince Tempera (claviers), Gabriele Lorenzi (claviers), Bob Callero (basse) et Gianni Dall'Aglio (batterie), percussions et chant).
N'ayant existé que moins de deux ans, le groupe a tout de même produit deux albums : Il Volo (1974) et Essere O Non Essere? (1975), tous deux produits par le label italien Numero Uno.